# Nottingham Trophy 1950
Premiéru a zároveň derniéru si na trati Gamston odbyla Nottingham Trophy, závod vypsaný pro vozy Formule 1, který se nezapočítával do výsledků oficiálního mistrovství světa. První ročník Nottingham Trophy odstartoval bez většího zájmu mezinárodní motoristické veřejnosti a na startu se prezentovali především domácí jezdci.

## Nottingham Trophy
- 7. srpen 1950
- Okruh Gamston
- 20 kol × 3.098 km / 61,96 km

## Výsledky
| Pozice | Jezdec           | Vůz              | Čas      |
| ------ | ---------------- | ---------------- | -------- |
| 1      | David Hampshire  | Maserati 4CLT/48 | 25m21.4  |
| 2      | Reg Parnell      | Maserati 4CLT/48 | 25m26.4  |
| 3      | Geoff Richardson | ERA              | á 1 kolo |
| 4      | Gillie Tyrer     | BMW 328 Sports   | à 2 kola |

### Nejrychlejší kolo
- David Hampshire (Maserati 4CLT/48)

## Další startující
| Star. č. | Jezdec          | Vůz                     |
| -------- | --------------- | ----------------------- |
| 5        | Mike Beardshaw  | Cooper-Norton           |
| 7        | Ken Flint       | VAR Special             |
| 15       | Ken Scales      | MG                      |
| 19       | E.Ashton        | Ashford-Ford            |
| 20       | Austen Nurse    | Ford Special            |
| 25       | John Chapman    | Mercury Special         |
| 35       | Peter Clarke    | HRG-Meadows             |
| 36       | Cecil Heath     | Heath-JAP               |
| 38       | John Parnell    | AC-Amilcar              |
| 43       | Hugh Howarth    | Lagonda                 |
| 45       | D.Toon          | MG                      |
| 48       | A.Elliott       | Cooper-JAP              |
| 49       | C.Randall       | Cooper-JAP              |
| 51       | Ray Merrick     | Cooper-JAP Mk 4         |
| 54       | John Rowley     | Aston-Martin 'H6/704/U' |
| 57       | V.Haslam        | BMW 328                 |
| 58       | M.Andrew        | Andrew                  |
| 64       | G.Lamb          | MG                      |
| 73       | Horace Richards | Riley                   |
| 77       | Gordon Shillito | Riley                   |
| 91       | D.Richardson    | Riley                   |
| 92       | Gordon Stokes   | MG Special-Riley        |
| 93       | H.Hallam        | Fiat                    |